# Анна фон Глайхен-Ремда
Анна (Катарина) фон Глайхен-Ремда (на немски: Anna (Katharina) von Gleichen-Rembda; * 1565; † 3 март 1598) е графиня от Глайхен-Ремда и чрез женитба графиня на Изенбург-Бюдинген и бургграфиня на Гелнхаузен.

## Произход
Тя е дъщеря на граф Йохан IV фон Глайхен-Ремда († 1567) и съпругата му Катарина фон Плесе († 1581/1606), дъщеря на Дитрих фон Плесе († 1571) и първата му съпруга Катарина Ройс фон Плауен († 1556). Майка ѝ се омъжва втори път (13 април 1572) за Симеон Унгнад фрайхер фон Зонег († 1603).
Брат ѝ граф Георг Рудолф фон Глайхен-Ремда (* 1563; † 26 март 1596) е записан да следва в университет Йена (1573) и в Ремда (1587). Сестра ѝ Урсула фон Глайхен-Ремда († 1625) се омъжва на 19 септември 1585 г. във Вехтерсбах за граф Волфганг фон Изенбург-Ронебург-Бюдинген-Келстербах (1533 – 1597), и на 12 февруари 1604 г. в Бирщайн за граф Ото фон Золмс-Браунфелс-Хунген (1572 – 1610). Полусестра ѝ Анна Мария Унгнад фрайин фон Вайсенволф († 1606) се омъжва за граф Кристоф фон Лайнинген-Вестербург (1575 – 1635).
Анна (Катарина) фон Глайхен-Ремда умира на 3 март 1598 г. и е погребана на 15 март 1598 г. в Бирщайн.

## Фамилия
Анна фон Глайхен-Ремда се омъжва на 26 септември 1585 г. в Бирщайн за граф Волфганг Ернст I фон Изенбург-Бюдинген (* 29 декември 1560; † 20 май 1633), единственият син на граф Филип II фон Изенбург-Бюдинген-Бирщайн (1526 – 1596) и графиня Ирменгард фон Золмс-Браунфелс (1536 – 1577). Те имат осем деца:
- Катарина Елизабет (* 10 юли 1586; † 30 септември 1598, Офенбах)
- Анна Мария (* 8 юли 1587; † 1 януари 1601, Келзербах)
- Волфганг Хайнрих (* 20 октомври 1588, Офенбах; † 27 февруари 1635, Франкфурт на Майн), граф на Изенбург-Бюдинген-Бирщайн, женен на 12 ноември 1609 г. в Бюдинген за графиня Мария Магдалена фон Насау-Висбаден (1614 – 1654)
- Георг Ханс (* 14 март 1590, Бирщайн; † 3 януари 1598, Офенбах)
- Анна Амалия (* 3 октомври 1591, Бирщайн; † 16 ноември 1667, Бентхайм), омъжена на 2 октомври 1608 г. в Бюдинген за граф Арнолд Йост фон Бентхайм-Текленбург
- Филип Лудвиг I (* 8 септември 1593, Бирщайн; † 20/22 ноември 1615/1616 при Брауншвайг), граф на Изенбург-Бюдинген, женен на 1 юни 1615 г. в Бюдинген за графиня Елизабет фон Салм-Даун (1593 – 1656)
- Филип Ернст (* 17 януари 1595; † 17 август 1635, Ханау), граф на Изенбург и Бюдинген, женен на 19 юни 1619 г. за графиня Анна фон Насау-Диленбург (1594 – 1660)
- Вилхелм Ото (* 6 ноември 1597, Бирщайн; † 17 юли 1667, Бирщайн), граф на Изенбург-Бюдинген-ирщайн, женен I. на 27 юни 1628 г. за Катарина Елизабет фон Ханау-Мюнценберг (1607 – 1647), II. на 25 ноември 1648 г. в Бирщайн за графиня Анна Амалия фон Насау-Диленбург (1599 – 1667).

Волфганг Ернст I фон Изенбург-Бюдинген се жени втори път на 16 април 1603 г. за графиня Елизабет фон Насау-Диленбург (1564 – 1611).

## Галерия
- Герб на графовете фон Глайхен (Scheiblersches Wappenbuch)
- Дворец Бирщайн, ок. 1720 г.
- Дворец Бирщайн